# Livonska braća mača
Livonska braća mača (lat.: Fratres militiæ Christi Livoniæ, njem.: Schwertbrüderorden) je bio viteški vojni red kojeg je uspostavio biskup Albert od Rige, 1202. godine. Papa Inocent III. potvrdio je red 1204. godine. Nakon poraza od Samogita godine 1236. u bitci kod Schaulena (Saule), ostatci Livonske braće mača bili su uključeni u Teutonske vitezove i postali poznati kao vitezovi livonskog reda, 1237.

## Povijest
Albert, biskup Rige, osnovao je Bratstvo 1202. godine kao pomoć biskupiji Livonija u obraćenju poganski plemena. Od svog osnutka, nediscipliniran Red bio je sklon zanemarivanju hijerarhije te nepoštivanju biskupa. 1218., kralj Albert upitao je kralja Valdemar II. od Danske za pomoć, ali umjesto s Valdemarom dogovorio se s Bratstvom te su oni osvojili sjevernu Estoniju.
Bratstvo je imalo svoje sjedište u Fellinu (Viljandi) u današnjoj Estoniji, gdje se i danas nalaze zidovi dvorca Velikog meštra. Ostale utvrde bile su u Wendenu (Cēsis), Segewoldu (Sigulda) i Ascheradenu (Aizkraukle). Ostale utvrde uključivale su Wenden (Cesis), Segewold (Sigulda) i Ascheraden (Aizkraukle). 
24. studenog 1232., papa Grgur IX. je tražio od Livonske braće mača da pošalju vojsku u obranu Finske, čija su se polupoganska plamena borila protiv Republike Novgorod u Finsko-novgorodskim ratovima.
Red je desetkovan 1236. u bitci kod Schaulena (Saule). Ovaj katastrofalan poraz dovelo je do toga da su ostatci Livonske braće mača bili uključeni u Teutonske vitezove i postali poznati kao vitezovi livonskog reda. Oni su ipak nastavili djelovati u svim aspektima (pravilo, odjeće i politika) kao samostalna grana Teutonskog viteškog reda, na čelu s vlastitim Meštrom.

## Meštrovi
- Wenno (von Rohrbach) 1204. – 1209.
- Volkwin (Schenk von Winterstein) 1209. – 1236.

## U popularnoj kulturi
- U početku igre Vampire: The Masquerade - Redemption, protagonist Christof Romuald je bio križar koji se borio kao član reda Livonske braće mača.

- The Sword Brothers, Petera Darmana, je fikcija o Livonskom Redu smještena u 13. stoljeće.

- Redoslijed se nalazi i u igri Medieval II: Total War, kao pješačka jedinica Teutonskog viteškog reda.

## Poveznice
- Teutonski viteški red
- Sjeverni križarski ratovi